# Yelena Grigoryeva
Yelena Grigoryeva (1977/1978 - 21 de julho de 2019) foi uma activista dos direitos humanos e dos direitos LGBTQ. Ela também se opôs à anexação da Crimeia pela Federação Russa. Ela foi assassinada em São Petersburgo, Rússia, em 21 de julho de 2019, quando foi esfaqueada e estrangulada até à morte por agressores desconhecidos. As informações de identificação de Grigoryeva apareceram em julho num site criado por um grupo que se auto-denomina ' Saw ', em homenagem à franquia americana de filmes de terror. O grupo encorajou os leitores a caçar, sequestrar e assassinar uma lista de pessoas LGBTQ+. O site de Saw foi bloqueado na Rússia, mas uma nova lista de activistas LGBTQ+, jornalistas e cidadãos está a circular em aplicativos de mídia social e aplicativos de mensagens no país, ainda incentivando outros a assassinar pessoas LGBTQ+ na Rússia.